# Furio Scarpelli
Furio Scarpelli (ur. 16 grudnia 1919 w Rzymie, zm. 28 kwietnia 2010 tamże) – włoski scenarzysta filmowy. Od 1949 pracował stale w tandemie ze scenarzystą Agenore Incroccim, z którym współtworzył 120 filmów, w tym wiele klasycznych komedii włoskich (tzw. "commedia all'italiana").
Był trzykrotnie nominowany do Oscara: za najlepszy scenariusz oryginalny do filmów Towarzysze (1963) i Casanova '70 (1965) Mario Monicellego oraz za scenariusz adaptowany do obrazu Listonosz (1994) Michaela Radforda. Trzykrotny zdobywca nagrody David di Donatello za najlepszy scenariusz. Laureat nagrody za najlepszy scenariusz na 33. MFF w Cannes za film Taras (1980) Ettorego Scoli.